# Relações entre França e Turquia
As relações entre França e Turquia são as relações diplomáticas estabelecidas entre a República Francesa e a República da Turquia. A Turquia possui uma embaixada em Paris e consulados-gerais em Lyon, Marselha e Estrasburgo. A França possui uma embaixada em Ancara e consulados-gerais em Istambul e Izmir.

## História
As relações diplomáticas entre a Turquia e a França remontam a 1483, quando o sultão Bajazeto II enviou um emissário de origem grega da ilha de Limni para Luís XI, a fim de obter informações sobre seu irmão Cem Sultan na França. Jean de la Forest, o primeiro embaixador francês no Império Otomano, assumiu o cargo em 1535. Com as capitulações em 1535, a França se tornou o estado mais privilegiado do Império Otomano. O Império Otomano nomeou o seu primeiro embaixador Yirmisekiz Mehmet Çelebi na França em 1721.
O Tratado de Ancara, assinado em 20 de outubro de 1921, durante a Guerra da Independência da Turquia, é a base das relações bilaterais entre os dois países.

## Reconhecimento do Genocídio Armênio
A França reconheceu formalmente os assassinatos de cidadão armênios pelo Império Otomano como genocídio em 2001.